# Castelo de Santa Bárbara (Teguise)
O castelo de Santa Bárbara é uma fortaleza situada na borda da cratera do vulcão Guanapay, a um quilómetro do centro histórico da localidade de Teguise, na ilha de Lanzarote (Canárias, Espanha). Denomina-se oficialmente castelo de Santa Bárbara e San Hermenegildo.

## História
Tratava-se inicialmente de uma simples torre para vigiar a costa construída no século XV por Sancho de Herrera, depois de mandato de Lanzarotto Malocello. Leonardo Torriani acomete em meados do século XVI uma série de reformas convertendo-o num verdadeiro castelo que servisse de refúgio para a população de Teguise (nesses momentos capital da ilha) em caso de invasão inimiga. Em 1576 culmina-se a obra rodeando o conjunto da torre e os aposentos com uma muralha romboidal com torretas circulares em seus extremos mais apontados.
Depois do ataque dos berberes Morato Arrais de 1586, o castelo é reconstruído.
No século XVII o castelo perde a sua importância defensiva devido à construção de novas fortificações no porto de Arrecife, e a artilharia é desmantelada. Com o desaparecimento dos ataques corsarios a inícios do século XIX, desaparece totalmente todo valor estratégico do castelo. Se reabilita como Palomar Militar em 1899, e em 1913 cede-se à Prefeitura de Teguise.
Está declarado Bem de Interesse Cultural
e, na actualidade, funciona como "Museu da Pirataria". Desde 1991 até 2011 funcionou como Museu Etnográfico do Imigrante Canário. O Museu da Pirataria é realmente um centro de interpretação de conquistadores, corsários e piratas que têm estado relacionados com a história das Canárias.